# دنیس اشپولیاریچ
دنیس اشپولیاریچ (انگلیسی: Denis Špoljarić؛ زادهٔ ۲۰ اوت ۱۹۷۹) بازیکن هندبال اهل کرواسی بود.